# Condado de Chase (Kansas)
El condado de Chase (en inglés: Chase County) es un condado en el estado estadounidense de Kansas. En el censo de 2000 el condado tenía una población de 3.030 habitantes. Forma parte del área micropolitana de Emporia. La sede de condado es Cottonwood Falls. El condado fue fundado el 11 de febrero de 1859 y fue nombrado en honor a Salmon P. Chase, un senador y el 23° Gobernador de Ohio.

## Geografía

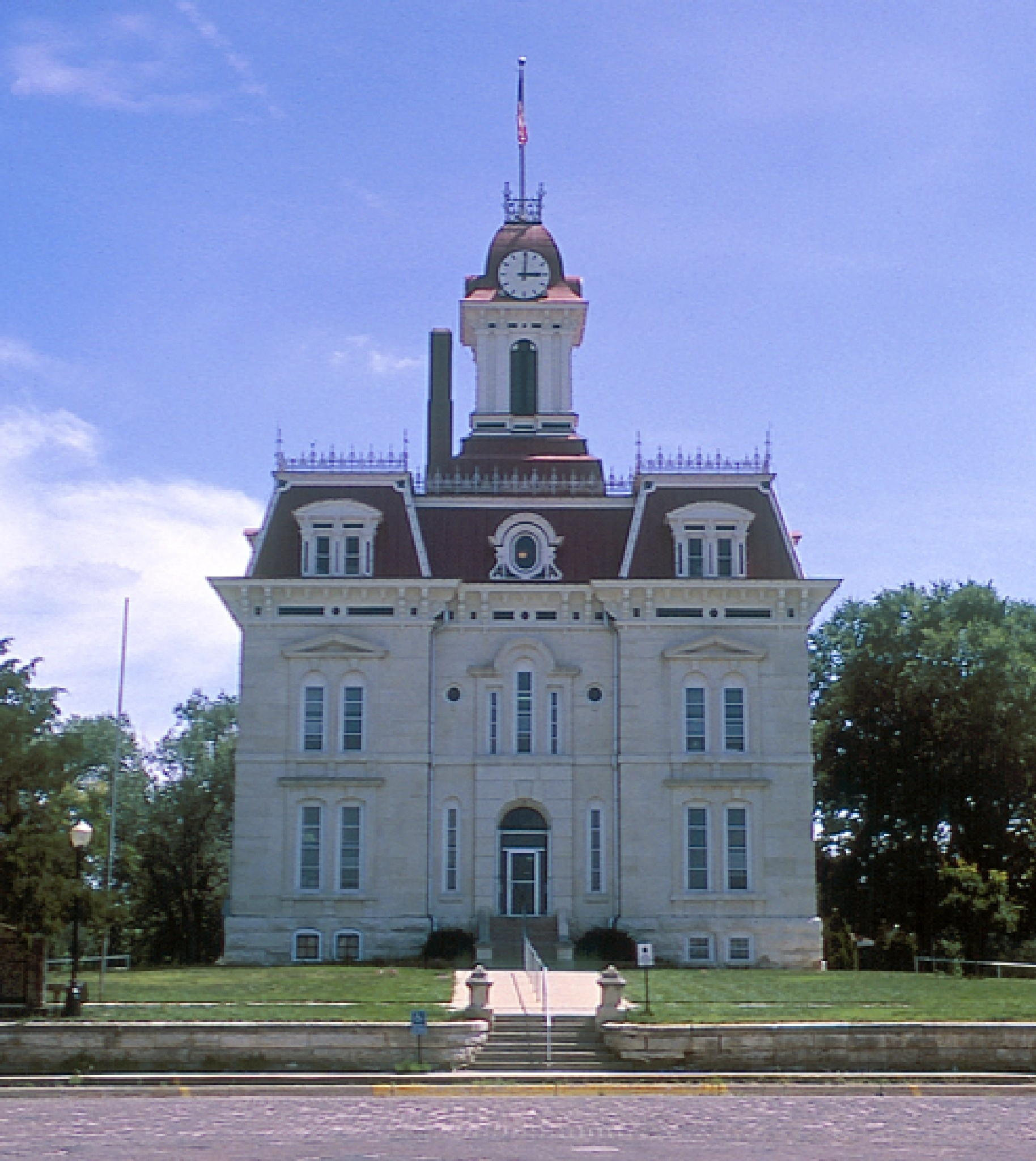
Juzgado del condado de Chase en Cottonwood Falls.

Según la Oficina del Censo, el condado tiene un área total de 2015 km² (778 sq mi), de la cual 2010 km² (776 sq mi) es tierra y 5 km² (2 sq mi) (0,27%) es agua.

### Condados adyacentes
- Condado de Morris (norte)
- Condado de Lyon (este)
- Condado de Greenwood (sureste)
- Condado de Butler (suroeste)
- Condado de Marion (oeste)

### Áreas protegidas nacionales
- Tallgrass Prairie National Preserve

## Autopistas importantes
- Interestatal 35
- U.S. Route 50
- Ruta Estatal de Kansas 150
- Ruta Estatal de Kansas 177

## Demografía
En el  censo de 2000, hubo 3.030 personas, 1.246 hogares y 817 familias residiendo en el condado. La densidad poblacional era de 4 personas por milla cuadrada (2/km²). En el 2000 había 1.529 unidades habitacionales en una densidad de 2 por milla cuadrada (1/km²). La demografía del condado era de 96,90% blancos, 1,02% afroamericanos, 0,56% amerindios, 0,13% asiáticos, 0,56% de otras razas y 0,83% de dos o más razas. 1,75% de la población era de origen hispano o latino de cualquier raza. 
La renta promedio para un hogar del condado era de $32.656 y el ingreso promedio para una familia era de $39.848. En 2000 los hombres tenían un ingreso medio de $27.402 versus $21.528 para las mujeres. La renta per cápita para el condado era de $17.422 y el 8,60% de la población estaba bajo el umbral de pobreza nacional.

## Ciudades y pueblos
| - Bazaar - Cedar Point | - Cottonwood Falls - Elmdale | - Matfield Green - Strong City |